# Emile Aerts

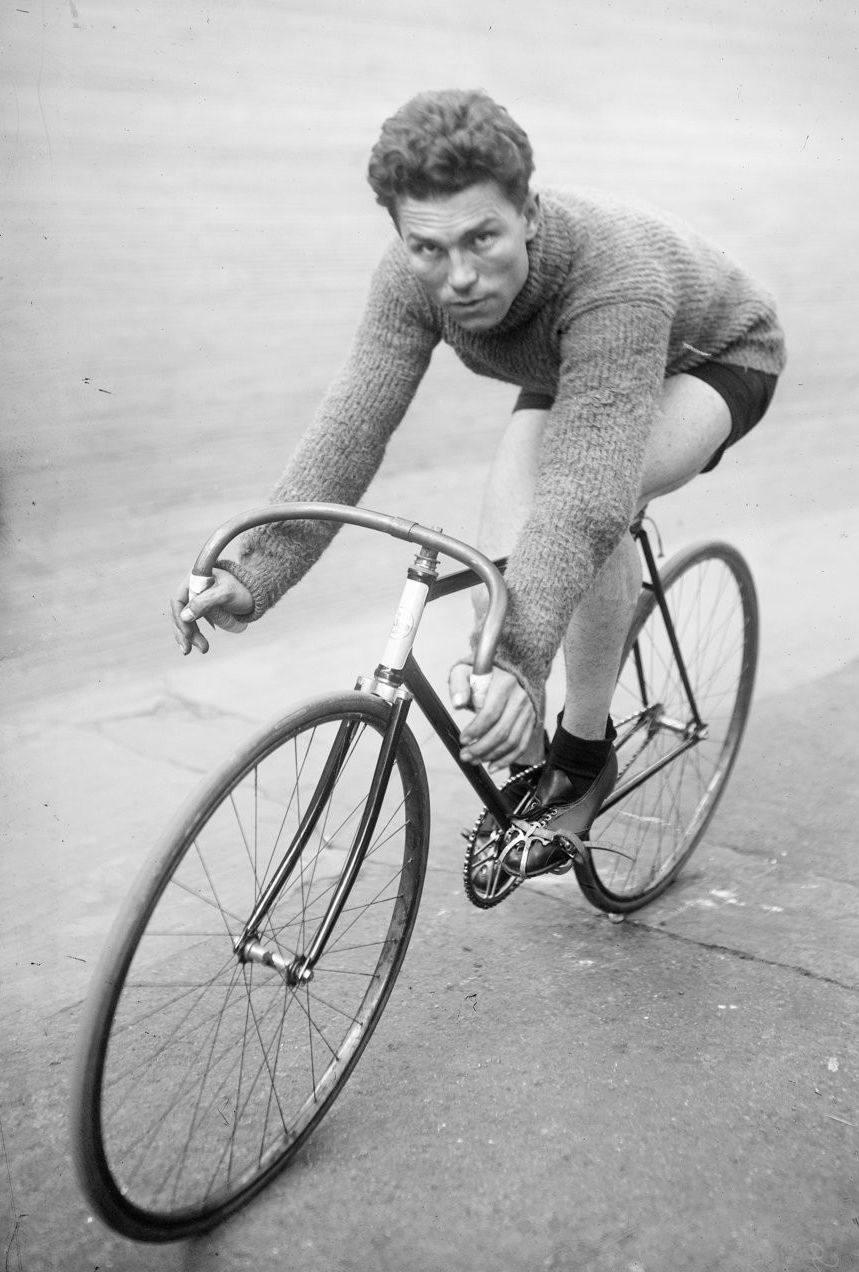
Emile Aerts, 1919

Emile Aerts (* 3. April 1892 in Laken; † 9. April 1953 in Brüssel) war ein belgischer Bahnradsportler.

## Sportliche Laufbahn
Emile Aerts war einer der dominierenden Sechstagefahrer in den 1920er Jahren. Er startete bei insgesamt 25, von denen er sieben gewinnen konnte. Er fuhr gemeinsam mit bekannten Fahrern wie Walter Rütt, Reggie McNamara und Piet van Kempen. Gemeinsam mit Rütt gewann er 1925 das Berliner Sechstagerennen.
Das Sechstagerennen von Brüssel 1915 fand auf der offenen Karreveld-Radrennbahn statt. Wegen des Krieges wurde nicht rund um die Uhr gefahren, sondern nur von 14 bis 18 Uhr, bis die Dunkelheit einbrach. Am vierten Tag sprang Aerts, der im Gespann mit seinem Bruder  François fuhr, auf die Bahn und stieß seinen Brüsseler Erzrivalen Jozef Van Bever um. Dieser erlitt einen Schlüsselbeinbruch und musste ins Krankenhaus eingeliefert werden. Van Bever und Cyrille Van Hauwaert wurden neutralisiert, Van Bever ging am nächsten Tag wieder an der Start, und das Duo gewann. Die Brüder Aerts traten nicht wieder an. Es ist nicht bekannt, ob diese Entscheidung freiwillig war. 1929 zog er sich vom Radsport zurück.

## Familiäres
Emile Aerts war ein Onkel des Radrennfahrers Jean Aerts.